# Щимель
Щимель — остановочный железнодорожный пункт Конотопской дирекции Юго-Западной железной дороги на линии Бахмач — Новобелицкая, расположенный в селе Великий Щимель. 

## История
Был открыт на действующей ж/д линии Бахмач—Новобелицкая Юго-Западной железной дороги. Осуществлялись (О) продажа билетов на поезда местного следования без багажных операций. На топографической карте n-36-135 по состоянию местности на 1986 год не обозначен. 

## Общие сведения
Станция представлена двумя боковыми платформами. Имеет 2 пути. Нет здания вокзала.

## Пассажирское сообщение
Ранее ежедневно станция принимала поезда пригородного сообщения Бахмач — Сновск №№ 6501/6502/6503/6504 (с 11.07.2020 года).